# Droga krajowa nr 51 (Polska)
Droga krajowa nr 51 – droga krajowa klasy GP oraz klasy S przebiegająca przez województwo warmińsko-mazurskie o długości ok. 122 km. Stanowi jeden z najważniejszych szlaków komunikacyjnych w województwie warmińsko-mazurskim, ponieważ łączy najważniejsze polsko-rosyjskie przejście graniczne w Bezledach z zespołem miejskim Olsztyna oraz drogą krajową nr 7, do której dochodzi w Olsztynku (jako droga ekspresowa nr S51). Tworzy tam węzeł drogowy z drogą ekspresową S7. Odcinek drogi z Olsztynka do Olsztyna, częściowo biegnący Obwodnicą Olsztyna posiada klasę drogi ekspresowej (S51), a od Olsztyna planowana jest przebudowa do klasy drogi głównej ruchu przyspieszonego wraz z obwodnicami, m.in. północnym fragmentem obwodnicy Olsztyna oraz obwodnicą Smolajn.

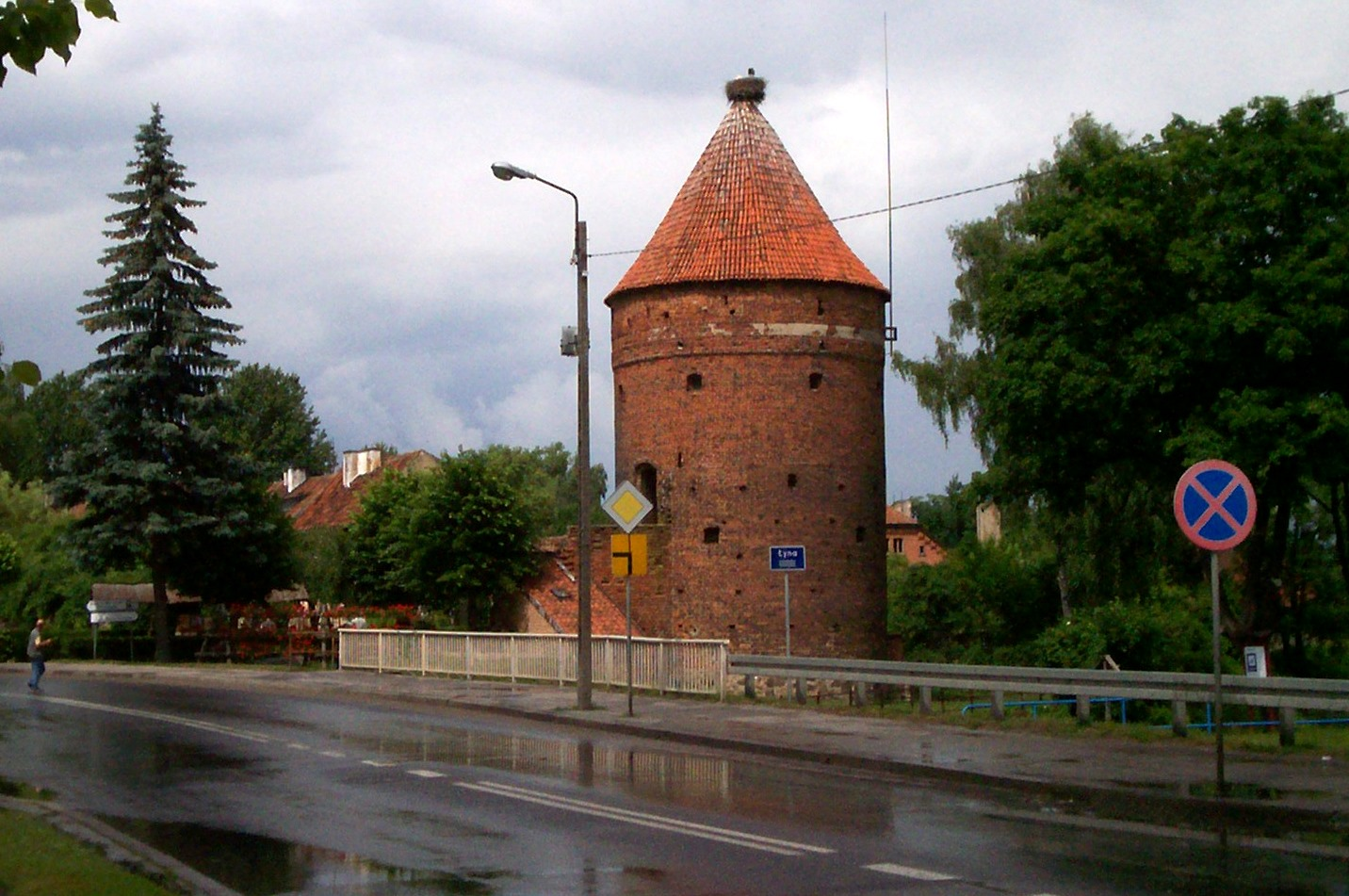
Droga krajowa nr 51 w Dobrym Mieście, most nad Łyną (po prawej Baszta Bociania)

## Historia numeracji
Na przestrzeni lat arteria posiadała różne oznaczenia:

| Numer                                                                                            | Kategoria                                               | Przebieg                                                                                         | Lata obowiązywania | Źródło | Uwagi                                                                                                 |
| ------------------------------------------------------------------------------------------------ | ------------------------------------------------------- | ------------------------------------------------------------------------------------------------ | ------------------ | --- | --- |
| Do 1945 roku trasa znajdowała się poza terytorium Polski. Nieznana numeracja w latach 1945–1952. |                                                         |                                                                                                  |                    | | |
| 22                                                                                               | • droga państwowa: do 1985 • droga krajowa: od 1 X 1985 | Olsztynek – Olsztyn – Dobre Miasto – Lidzbark Warmiński                                          | 1952(?) – 1986     | - Mapa samochodowa Polski 1:1 000 , Warszawa: Państwowe Przedsiębiorstwo Wydawnictw Kartograficznych, 1962. Brak numerów stron w książce - Atlas samochodowy Polski 1:500 000. Wyd. IV. Warszawa: Państwowe Przedsiębiorstwo Wydawnictw Kartograficznych, 1965. Brak numerów stron w książce - Samochodowy atlas Polski 1:500 000. Wyd. V. Warszawa: Państwowe Przedsiębiorstwo Wydawnictw Kartograficznych, 1979. ISBN 83-7000-017-7. Brak numerów stron w książce - Samochodowy atlas Polski 1:500 000. Wyd. IX. Warszawa: Państwowe Przedsiębiorstwo Wydawnictw Kartograficznych, 1984. Brak numerów stron w książce - Samochodowy atlas Polski 1:500 000. Wyd. IX. Warszawa: Państwowe Przedsiębiorstwo Wydawnictw Kartograficznych, 1985. Brak numerów stron w książce | |
| ?                                                                                                | • droga państwowa: do 1985 • droga krajowa: od 1 X 1985 | Lidzbark Warmiński – Samolubie – Bartoszyce – granica państwa                                    | 1952(?) – 1986     | - Mapa samochodowa Polski 1:1 000 , Warszawa: Państwowe Przedsiębiorstwo Wydawnictw Kartograficznych, 1962. Brak numerów stron w książce - Atlas samochodowy Polski 1:500 000. Wyd. IV. Warszawa: Państwowe Przedsiębiorstwo Wydawnictw Kartograficznych, 1965. Brak numerów stron w książce - Samochodowy atlas Polski 1:500 000. Wyd. V. Warszawa: Państwowe Przedsiębiorstwo Wydawnictw Kartograficznych, 1979. ISBN 83-7000-017-7. Brak numerów stron w książce - Samochodowy atlas Polski 1:500 000. Wyd. IX. Warszawa: Państwowe Przedsiębiorstwo Wydawnictw Kartograficznych, 1984. Brak numerów stron w książce - Samochodowy atlas Polski 1:500 000. Wyd. IX. Warszawa: Państwowe Przedsiębiorstwo Wydawnictw Kartograficznych, 1985. Brak numerów stron w książce | • do końca lat 70. oznaczana na mapach jako droga drugorzędna • brak możliwości przekroczenia granicy |
| 51                                                                                               | droga krajowa                                           | granica państwa – Bezledy – Bartoszyce – Lidzbark Warmiński – Dobre Miasto – Olsztyn – Olsztynek | od 14 II 1986      | - Uchwała nr 192 Rady Ministrów z dnia 2 grudnia 1985 r. w sprawie zaliczenia dróg do kategorii dróg krajowych (M.P. z 1986 r. nr 3, poz. 16) - Samochodowa mapa Polski 1:750 000, wyd. czwarte, Warszawa/Wrocław: Państwowe Przedsiębiorstwo Wydawnictw Kartograficznych, 1987. Brak numerów stron w książce - Polska: Atlas samochodowy 1:300 000. Wyd. pierwsze. Warszawa: Polskie Przedsiębiorstwo Wydawnictw Kartograficznych, 1992. ISBN 83-7000-080-0. Brak numerów stron w książce - Mapa samochodowa Polski 1:700 000, wyd. 1, Szczecin: Wydawnictwo Kartograficzne KOMPAS, 1996–1997, ISBN 83-904373-2-5. Brak numerów stron w książce - Mapa samochodowa Polski 1:700 000, wyd. II zmienione i poprawione, Szczecin: Wydawnictwo Kartograficzne KOMPAS, 1997–1998, ISBN 83-904373-3-3. Brak numerów stron w książce - Zarządzenie nr 6 Generalnego Dyrektora Dróg Publicznych z dnia 9 maja 2000 r. w sprawie nowych numerów dróg krajowych, [w:] Rzeczpospolita [online], 4 lipca 2000. - Mapa samochodowa Polski 1:700 000, wyd. XXVII, Dom Wydawniczy PWN, 2016, ISBN 978-83-7705-942-5. Brak numerów stron w książce | • informacje dla ruchu ciężkiego • na odcinku Olsztynek – Olsztyn posiada parametry drogi ekspresowej |

## Dopuszczalny nacisk na oś
Od 13 marca 2021 roku na drodze dozwolony jest ruch pojazdów o nacisku pojedynczej osi napędowej do 11,5 tony z wyjątkiem określonych miejsc oznaczonych znakiem zakazu B-19.

### Do 13 marca 2021
Wcześniej droga krajowa nr 51 była objęta ograniczeniami dopuszczalnego nacisku pojedynczej osi:
| Znak | Dopuszczalny nacisk | Odcinek                                                                                 |
| ---- | ------------------- | --------------------------------------------------------------------------------------- |
| DK51 | do 11,5 tony        | Olsztyn () – Olsztynek                                                                  |
| DK51 | do 10 ton           | granica państwa – Bezledy – Bartoszyce – Lidzbark Warmiński – Dobre Miasto – Olsztyn () |

## Ważniejsze miejscowości leżące na trasie 51
- Bezledy, przejście graniczne do Rosji
- Bartoszyce
- Plęsy (droga 57)
- Lidzbark Warmiński
- Dobre Miasto
- Dywity
- Olsztyn
- Stawiguda – obwodnica S51
- Gryźliny – obwodnica S51
- Olsztynek (droga S7, droga 58) – obwodnica S51